# Централноафричка Република на Светском првенству у атлетици на отвореном 2017.
Централноафричка Република је учествовала на Светском првенству у атлетици на отвореном 2017. одржаном у Лондону од 4. до 13. августа шеснаести пут, односно учествовала је на свим првенствима до данас. Репрезентацију Централноафричке Републике представљао је један такмичар који се такмичио у трци на 800 метара.,
На овом првенству Централноафричка Република није освојила ниједну медаљу.

## Учесници
Мушкарци
- Франки Мбото — 800 м

## Резултати

### Мушкарци
| Атлетичар    | Дисциплина | Лични рекорд | Квалификације | Квалификације | Полуфинале           | Полуфинале           | Финале               | Финале       | Детаљи |
| Атлетичар    | Дисциплина | Лични рекорд | Резултат      | Место         | Резултат             | Место                | Резултат             | Место        | Детаљи |
| ------------ | ---------- | ------------ | ------------- | ------------- | -------------------- | -------------------- | -------------------- | ------------ | ------ |
| Франки Мбото | 800 м      | 10,38        | 1:50,39       | 7. у гр. 5    | Није се квалификовао | Није се квалификовао | Није се квалификовао | 42 / 44 (49) |        |